# Cyathea sipapoensis
Cyathea sipapoensis är en ormbunkeart som först beskrevs av R. M. Tryon, och fick sitt nu gällande namn av David Bruce Lellinger. Cyathea sipapoensis ingår i släktet Cyathea och familjen Cyatheaceae. Inga underarter finns listade.